# Северный свинохвостый макак
Се́верный свинохво́стый мака́к (лат. Macaca leonina) — вид приматов семейства мартышковых. Он находится в близком родстве с лапундером и только недавно был признан как отдельный вид.

## Описание
Своё название северный свинохвостый макак получил из-за завитого, похожего на свиной хвоста длиной примерно от 15 до 25 см. Окрас шерсти верхней части тела оливкого-коричневого или сероватого цвета, нижняя сторона белёсая.

## Распространение
Область распространения северного свинохвостого макака простирается от восточной Индии (Ассам) и Южного Китая до Таиланда.

## Образ жизни
Об образе жизни известно мало, вероятно, он совпадает с образом жизни лапундера. Он активен днём, живёт в группах, состоящих из нескольких самок и самцов вместе с подрастающим поколением. Питается плодами, другими частями растений и мелкими животными.

## Угрозы
Преимущественно из-за разрушения жизненного пространства этот вид причислен МСОП к категории «уязвимых» (vulnerable).